# 美喉盤魚
美喉盤魚（學名：Gobiesox daedaleus），為輻鰭魚綱喉盤魚目喉盤魚科喉盤魚屬的其中一種，該物種分布於中東太平洋薩爾瓦多至哥倫比亞淡水、半鹹水域，本魚呈蝌蚪形，頭寬，凹陷，頭上的乳突較小，上唇有或無乳突，上唇寬，前面比側面寬得多，後鼻孔在眼前緣上方，前鼻孔有一個大的2裂瓣，上頜每個都有一排不規則的尖牙，後面有一排不規則的牙齒，側面有犬齒，下頜牙齒2排，外排較大，體不被鱗，覆有粘液層，頭部側線發達，身體上側線不明顯，腹鰭喉位，與周圍的皮褶特化成一吸盤，吸盤大，前面、中間和後部有乳突，背鰭鰭條12枚、臀鰭鰭條8枚、胸鰭鰭條22枚、尾鰭鰭條11枚，體表和體側佈滿密集的深褐色小斑點，體後半部有淡淡的深褐色寬條紋，背部前基部有暗斑，背部、尾部和臀鰭淺褐色，邊緣透明，胸鰭有褐色小斑點，下表面有散佈的褐色小點，體長可達3.3公分，屬底棲性魚類，棲息在潮間帶、溪流底層，生活習性不明。